# Нова Весь (Білгорайський повіт)
Нова Весь (пол. Nowa Wieś) — село в Польщі, у гміні Туробин Білґорайського повіту Люблінського воєводства.
Населення — 228 осіб (2011).
У 1975-1998 роках село належало до Замойського воєводства.

## Демографія
Демографічна структура станом на 31 березня 2011 року:
|          | Загалом | Допрацездатний вік | Працездатний вік | Постпрацездатний вік |
| -------- | ------- | ------------------ | ---------------- | -------------------- |
| Чоловіки | 111     | 23                 | 67               | 21                   |
| Жінки    | 117     | 25                 | 56               | 36                   |
| Разом    | 228     | 48                 | 123              | 57                   |